# Upuštění od potrestání
Upuštění od potrestání (absoluce) je výjimečný právní institut, který soudu umožňuje sice vyslovit vinu pachatele, ale neuložit mu zároveň žádný trest. Uplatňuje se v případech, kdy by potrestání nebylo v souladu se zásadou pouze podpůrné role trestní represe, protože pro ochranu společnosti a nápravu pachatele stačí projednání věci a není zapotřebí trestněprávní sankce.
Soudy v Česku mohou upustit od potrestání tehdy, jestliže jde jen o přečin, jehož spáchání pachatel lituje, projevuje účinnou snahu po nápravě a jak vzhledem k povaze trestného činu, tak k dosavadnímu životu pachatele je zřejmé, že bude dostatečným způsobem reakce pouze projednání věci před soudem (§ 46 odst. 1 TrZ). Platí to také v situacích, kdy se trestný čin dostal jen do stádia přípravy nebo pokusu a pachatel nevěděl, že nemohlo dojít k jeho dokonání (§ 46 odst. 3 TrZ). Zákon pamatuje rovněž na situace, kdy před soudem stojí spolupracující obviněný, který dopomohl k objasnění organizované trestné činnosti, ledaže ovšem sám byl jejím organizátorem či návodcem, případně pokud spáchal závažný trestný čin (§ 46 odst. 2 TrZ). Ve všech těchto případech může soud navíc kromě definitivního upuštění zvolit jen podmíněné upuštění od potrestání za současného stanovení až jednoročního probačního dohledu nad pachatelem, kterému lze dále uložit i přiměřená omezení a povinnosti, např. nahradit škodu a omluvit se poškozenému, podrobit se resocializačnímu programu, nenavštěvovat určitá místa apod. (§ 48 TrZ). Jestliže došlo k upuštění od potrestání, resp. jestliže se pachatel ve zkušební době podmíněného upuštění osvědčil, hledí se na něj, jako by ani nebyl odsouzen (právní fikce).
Upustit od potrestání lze nakonec též v případech, kdy pachatel jednal ve stavu nezaviněné zmenšené příčetnosti nebo duševní poruchy. Soud pak opět pouze vysloví vinu a místo trestu takovému pachateli uloží ochranné léčení, případně jej v závažnějších případech pošle do zabezpečovací detence (§ 47 TrZ).
Od potrestání lze upustit i v případě, pokud by trest za projednávaný trestný čin byl vedle dříve uloženého a vykonávaného citelného trestu bezvýznamný.